# 호라이즌 라인
"호라이즌 라인"(영어: Horizon Line)은 2020년 공개된 스웨덴과 미국의 합작 스릴러 영화이다. 미카엘 마르시마인 감독이 연출했고 알렉산더 드레이먼, 앨리슨 윌리엄스이 주연으로 출연하였다.
심정지로 의식을 잃은 조종사 때문에 비행기를 착륙시켜야 하는 커플의 이야기를 다룬 스릴러이다.

## 줄거리
사라는 섬에서 술을 마시며 귀가를 준비하던 중 남자친구와 헤어지고 1년 후, 친구 결혼식 참석을 위해 모리셔스로 떠난다. 그곳에서 전 남자친구 잭슨과 재회하고, 결혼식장으로 가는 배를 놓치자 친구 프레디가 조종하는 경비행기에 함께 탑승하게 된다. 비행 중 갑작스럽게 프레디가 심장마비로 사망하면서 비행기는 추락 위기에 놓인다. 사라와 잭슨은 간신히 비행기를 수습하지만 자동 조종 장치는 파손되고, 조종 경험이 거의 없는 사라는 어쩔 수 없이 비행기를 조종해야 하는 상황에 처한다.
그들은 무선으로 항공 관제사 사무엘과 연락을 시도하며 도움을 요청하지만, 폭풍우를 통과해야만 한다. 폭풍우를 헤쳐나가지만 나침반이 고장나고 연료마저 빠르게 줄어들자, 잭슨은 비행기 밖으로 나가 연료관을 수리하려다 팔이 부러진다. 결국 그들은 비행기 무게를 줄이기 위해 죽은 프레디의 시신을 버리기로 한다. 사라가 비행기 안에 있던 술을 이용해 수동으로 연료를 보충하려 시도하는 등 필사적인 노력을 이어가지만, 무선 연락은 끊기고 연료는 바닥을 보인다.
절망적인 상황 속에서 그들은 가까스로 작은 섬을 발견하고 활공을 시도한다. 비행기는 바다에 추락하고 뒤집히지만, 사라의 도움으로 잭슨은 간신히 탈출한다. 그들이 도착한 섬은 곧 바닷물에 잠길 모래톱이었고, 곧 죽음을 직감한 잭슨은 사라에게 구명조끼를 양보하려 하지만, 사라는 거부한다. 잭슨이 사라에게 사랑을 고백하는 순간, 무선 신호를 감지한 어선이 그들을 구조하며 영화는 끝맺는다.

## 출연
- 알렉산더 드레이먼 - 잭슨 역
- 앨리슨 윌리엄스 - 세라 역
- 키스 데이비드 - 와이먼 역
- 펄 매키 - 파스칼 역